# Nicolas Dubois de Chémant

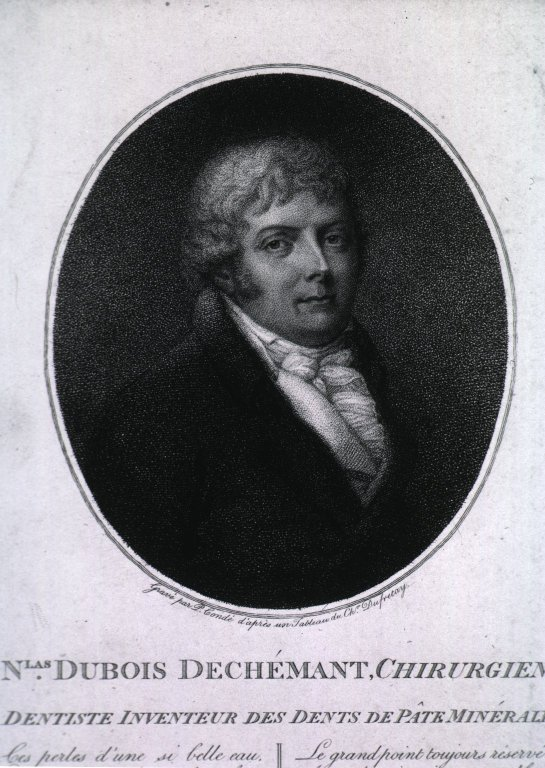
Nicolas Dubois de Chémant (1753–1824)

Nicolas Dubois de Chémant (* 1753; † 1824) war ein französischer Zahnarzt, der für sich in Anspruch nahm, die ersten künstlichen Porzellanzähne angefertigt zu haben.

## Leben

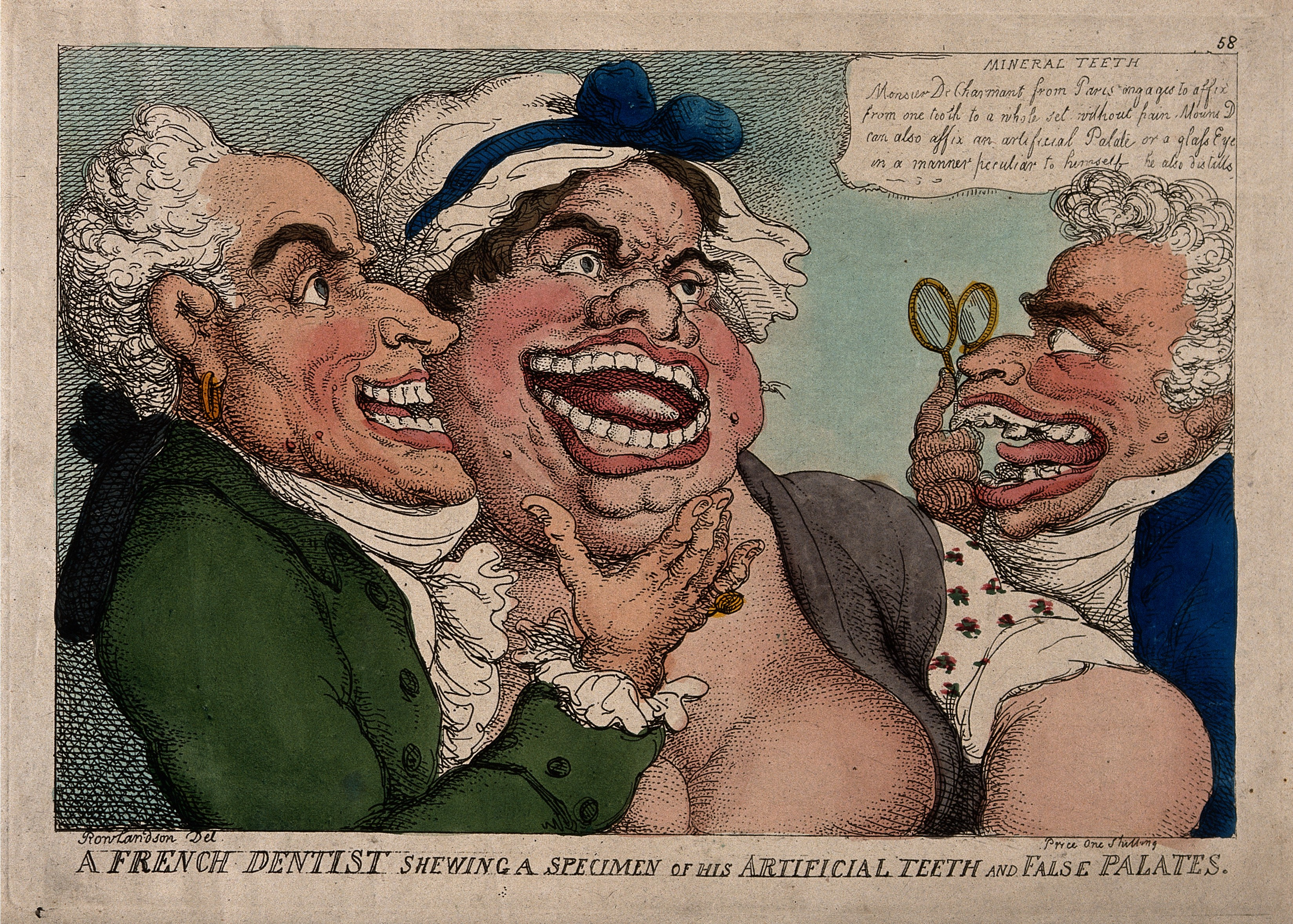
Karikatur von Dubois de Chémant. Farbige Radierung von T. Rowlandson, 1811.

Dubois de Chémant perfektionierte eine aus Porzellan bestehende Prothese in Zusammenarbeit mit dem Pariser Apotheker Alexis Duchâteau (1714–1792), der mit seinem von ihm entwickelten unbeständigen und übelriechenden Zahnersatz aus Elfenbein unzufrieden war. Er traf sich mit Dubois de Chémant, um sich zu beraten. Duchateau hatte eine solche Prothese bereits im Jahre 1774 angefertigt, war aber erfolglos in der Vermarktung und hat schließlich das Projekt aufgegeben. Dubois de Chémant blieb dabei und hat, nachdem er den Herstellungsprozess weiter perfektioniert hatte, im Jahre 1787 ein Patent unter seinem eigenen Namen angemeldet. Duchateau verklagte daraufhin Dubois de Chémant, jedoch ohne Erfolg. Dubois de Chémant veröffentlichte die Porzellanprothese als seine Erfindung in seiner Dissertation sue les avantages de nouvelles dents et rateliers artificiels incorruptibles et sans odeur („Vorteile haltbarer und geruchloser neuer Zähne und künstlicher Gebisse“). Veröffentlicht wurde die Dissertation in den 1790er Jahren. Im Jahre 1791 erhielt Dubois de Chémant ein Patent für seine „Mineral paste“ Zähne in England, wohin er vor der Französischen Revolution geflohen war. In den frühen Jahren des 19. Jahrhunderts, produzierte das Unternehmen Wedgewood Porzellan-Pasten für Dubois de Chémant für die Herstellung von künstlichen Zähnen. Dubois de Chémant stellte daraus Zahnersatz – von Einzelkronen bis zu Totalprothesen – her. Daneben fertigte er Obturatoren, Kinn- und Nasen-Epithesen aus Porzellan an.